# 삼호중학교 (전남)
삼호중학교(三湖中學校)는 대한민국 전라남도 영암군 삼호읍 용앙리에 있는 공립 중학교이다.

## 학교 연혁
- 1982년 1월 30일 : 삼호중학교 설립 인가
- 1982년 3월 9일 : 개교
- 2012년 3월 1일 : 전라남도 교육청 지정 무지개학교 운영(4년)
- 2022년 9월 1일 : 제17대 김갑수 교장 부임
- 2025년 1월 8일 : 제41회 182명 졸업(총 졸업생 수 5,857명)

## 참고 자료
- 삼호중학교 - 한국교육학술정보원 학교알리미